# مذبحة كلية جوجبا
مذبحة كلية جوجبا في 29 سبتمبر 2013 دخل مسلحون من بوكو حرام عنبر الذكور في كلية الزراعة في جوجبا بولاية يوبي بنيجيريا، وأطلقوا النار مما أسفر عن مقتل 44 طالبًا ومعلمًا.

## خلفية
تأسست بوكو حرام في عام 2002 لمحاربة نزع تعريب نيجيريا، والتي تؤكد الجماعة أنها السبب الجذري للسلوك الإجرامي في البلاد. من عام 2009 إلى عام 2013 أدى العنف المرتبط بتمرد بوكو حرام إلى مقتل 3.600 شخص، بما في ذلك 1.600 مدني. في منتصف مايو 2013 أعلنت الحكومة الفيدرالية حالة الطوارئ في ولايات أداماوا وبورنو ويوبي حيث كانت تهدف إلى إنهاء تمرد بوكو حرام. أدت حملة القمع الناتجة إلى إلقاء القبض على أو قتل المئات من أعضاء بوكو حرام، مع انسحاب البقية إلى المناطق الجبلية التي استهدفوا منها المدنيين بشكل متزايد.
منذ عام 2010 استهدفت بوكو حرام المدارس وقتلت مئات الطلاب. وقال متحدث باسم الجماعة إن مثل هذه الهجمات ستستمر طالما استمرت الحكومة في التدخل في التعليم التقليدي القائم على القرآن. أكثر من 10.000 طفل لم يعودوا قادرين على الذهاب إلى المدرسة بسبب هجمات بوكو حرام. وفر ما يقرب من 20 ألف شخص من ولاية يوبي إلى الكاميرون خلال يونيو 2013 هربًا من العنف.

## الهجوم
دخل مسلحون من بوكو حرام الكلية في الساعة 1 صباحًا بالتوقيت المحلي وفتحوا النار على الطلاب أثناء نومهم. تم استهداف أماكن نوم الرجال فقط. وقد انتشل جنود نيجيريون 42 جثة بينما تم نقل ثمانية عشر جريحًا إلى مستشفى داماتورو التخصصي. توفي اثنان من الجرحى في وقت لاحق.
وفقًا لأحد الناجين اقتحم المهاجمون الكلية في سيارتين بيك آب بكابينتين لجميع التضاريس. كان بعضهم يرتدون الزي العسكري النيجيري. قال أحد الناجين إن جميع القتلى تقريبًا من المسلمين، وكذلك غالبية الطلاب. جاء هذا الهجوم في أعقاب هجوم في 6 يوليو 2013 على مامودو خارج داماتورو أسفر عن مقتل 29 طالبًا ومعلمًا، بعضهم حرقًا وهم أحياء، مما ترك العديد من المدارس في المنطقة مغلقة، وهجمات أخرى في الأسبوع التالي أسفرت عن مقتل 30 مدنياً آخر. اسم بوكو حرام يعني «التعليم الغربي حرام».
بعد الهجمات هرب 1000 طالب آخر من الكلية. ويبدو أن المسلحين يتمركزون في تلال جوزا ويجدون مأوى في الكهوف من القصف العسكري المتكرر. أدى اشتباك مع الجيش النيجيري إلى مقتل 100 مسلح و16 جنديًا. وفي بلدة قوزا حيث كان بعض الضحايا يتلقون العلاج، طرد المسلحون المسؤولين الطبيين من المستشفى الحكومي وأشعلوا النار في ثلاث مدارس عامة، وأفادت الأنباء أن المدينة أصبحت مهجورة. وفر أكثر من 30 ألف شخص من المنطقة إلى الكاميرون وتشاد.